# Booneville (Missisipi)
Booneville – miasto w Stanach Zjednoczonych, w stanie Missisipi, siedziba administracyjna hrabstwa Prentiss.